# 파이의 날

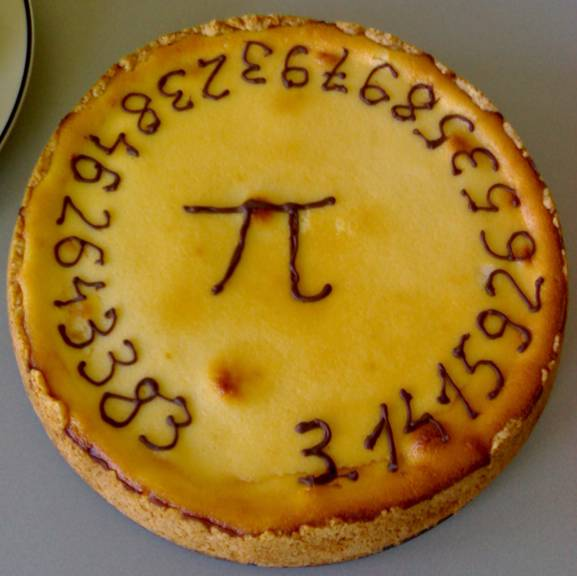
파이의 날 기념 파이

파이의 날(영어: Pi Day 파이 데이[*])은 원주율을 기념하는 날이다. 파이의 날은 원주율의 근삿값이 3.14이어서 3월 14일에 치러진다. 보통 3.14159에 맞추기 위해 오후 1시 59분에 기념하는데, 오후 1시 59분은 엄밀히 말하면 13시 59분이기 때문에 오전 1시 59분 혹은 15시 9분(오후 3시 9분)에 치러야 한다고 주장하는 사람도 있다. 세계 각국의 수학과에서 기념행사를 연다.
3월 14일은 알베르트 아인슈타인의 생일이면서 스티븐 호킹의 기일이기도 하다. 이 날은 여러 방법으로 기념된다. 사람들이 모여서 원주율이 생활에서 어떤 역할을 했는지 이야기하고 원주율이 없는 세상을 상상해 본다. 모임에서는 보통 파이를 먹는다. 또한 많은 행사에서 원주율을 소수점 아래의 숫자를 얼마나 많이 외우는지 겨루는 대회가 열린다.
분수 3과 7분의 1을 가분수로 나타내면 7분의 22가 되는데, 이를 무한소수로 나타내면 3.142857...로 π의 근삿값이 되므로 7월 22일을 파이 근삿값의 날로 부르기도 한다.

## 같이 보기
- 몰의 날